# Centru (geometrie)

Cerc, cu circumferința (C) în negru, diametrul (D) în albastru, raza (R) în roșu și centrul sau originea (O) în violet

În geometrie centrul (din greacă κέντρον) unui obiect este un punct în raport cu care punctele unei figuri se asociază în perechi simetrice. Unele obiecte ar putea să nu aibă centru. Dacă geometria este considerată ca fiind studiul grupurilor de izometrie atunci un centru este un punct fix al tuturor izometriilor care aplică obiectul pe el însuși.

## Cercuri, sfere și segmente
Centrul unui cerc este punctul echidistant de la punctele de pe frontieră. Similar, centrul unei sfere este punctul echidistant de punctele de pe suprafață, iar centrul unui segment de dreaptă este punctul de mijloc dintre cele două capete.

## Obiecte simetrice
Pentru obiectele cu mai multe simetrii, centrul de simetrie este punctul lăsat neschimbat de acțiunile simetriilor. Deci, centrul unui pătrat, dreptunghi, romb sau paralelogram este locul în care diagonalele se intersectează, acesta fiind (printre alte proprietăți) punctul fix al simetriei de rotație. Similar, centrul unei elipse sau al unei hiperbole este locul în care se intersectează axele.

## Triunghiuri
Mai multe puncte particulare ale unui triunghi sunt descrise ca „centre ale triunghiului”:
- centrul cercului circumscris este centrul cercului care trece prin toate cele trei vârfuri (este situat la intersecția mediatoarelor triunghiului);
- centrul de masă (sau centrul de greutate) este punctul de sprijin în care triunghiul s-ar echilibra dacă ar avea densitate uniformă (este situat la intersecția medianelor triunghiului);
- centrul cercului înscris este centrul cercului tangent la toate cele trei laturi ale triunghiului (este situat la intersecția medianelor triunghiului);
- ortocentrul este intersecția celor trei înălțimi ale triunghiului;
- centrul celor nouă puncte este centrul cercului care trece prin nouă puncte cheie ale triunghiului.

La un triunghi echilateral acestea se suprapun în același punct, care se află la intersecția celor trei axe de simetrie ale triunghiului, la o treime din distanța de la baza sa la apexul său.
O definiție strictă a unui centru al triunghiului este un punct ale cărui coordonate triliniare sunt f(a,b,c) : f(b,c,a) : f(c,a,b) unde f este o funcție de lungimile celor trei laturi ale triunghiului a, b, c astfel încât:
1. f este omogenă în a, b, c; adică f(ta,tb,tc)=thf(a,b,c) pentru o oarecare putere reală h; astfel poziția unui centru este independentă de scară.
2. f este simetrică față de ultimele sale două argumente; adică f(a,b,c)=f(a,c,b); astfel poziția unui centru într-un triunghi imagine în oglindă este imaginea în oglindă a poziției sale în triunghiul original.[2]

Această definiție strictă exclude perechile de puncte bicentrice, cum ar fi punctele Brocard (care se schimbă la o reflexie a imaginii oglindă).

## Poligoane tangențiale și poligoane ciclice
Un poligon tangențial are fiecare dintre laturile sale tangentă la cercul înscris. Centrul cercului înscris poate fi considerat un centru al poligonului.
Un poligon înscris într-un cerc are fiecare vârf pe un anumit cerc, numit cerc circumscris. Centrul cercului circumscris poate fi considerat un centru al poligonului.
Dacă un poligon este atât tangențial cât și înscris, se numește bicentric. (De exemplu toate triunghiurile sunt bicentrice.) Centrele cercurilor înscris și circumscris în general nu se suprapun.

## Poligoane oarecare
Centrul unui poligon oarecare poate fi definit în mai multe feluri. „Centroidul vârfurilor” vine din considerarea poligonului ca fiind gol, dar având mase egale în vârfurile sale. „Centroidul laturilor” vine din considerarea laturilor ca având o masă constantă pe unitate de lungime. Centrul obișnuit, numit doar centroid (baricentru), este punctul de sprijin în care de poligonul este în echilibru considerând suprafața poligonului ca având o masă constantă (de fapt greutate constantă, căci termenul de „echilibru” se referă la echilibrul forțelor) pe unitatea de suprafață. Aceste trei puncte în general nu se suprapun în același punct.

## Conice proiective
În geometria proiectivă orice dreaptă are un punct de la infinit sau „punct figurativ” unde se intersectează toate dreptele care sunt paralele cu aceasta. Tot în geometria proiectivă, elipsa, parabola și hiperbola geometriei euclidiene sunt numite conice și pot fi construite drept conice Steiner dintr-o proiectivitate care nu este o perspectivă. O simetrie a planului proiectiv cu o conică dată raportează fiecare punct sau pol la o dreaptă numită polară. Conceptul de centru în geometria proiectivă folosește această relație. Următoarele afirmații sunt de la G. B. Halsted:
- conjugatul armonic al unui punct la infinit față de punctele finale ale unei părți finite este „centrul” acelei părți.
- Polul dreptei aflată la infinit față de o anumită conică este „centrul” conicii.
- Polara oricărui punct figurativ se află în centrul conicii și se numește „diametru”.
- Centrul oricărei elipse se află în interiorul său, deoarece polara sa nu intersectează curba și, prin urmare, nu există vreun punct al polarei în care să existe o tangentă la curbă. Centrul unei parabole este punctul de contact al dreptei figurative.
- Centrul unei hiperbole nu se află pe curbă, deoarece dreapta figurativă traversează curba. Tangentele de la centru la hiperbolă se numesc asimptote. Punctele lor de contact sunt cele două puncte la infinit pe curbă.